# Marián Masný
Marián Masný (Ribény, 1950. augusztus 13. –) Európa-bajnok csehszlovák válogatott szlovák labdarúgó, csatár. Az 1980–81-es csehszlovák bajnoki idény gólkirálya.

## Pályafutása

### Klubcsapatban
Szülőhelyén kezdte a labdarúgást, majd 1967 és 1969 között a báni csapatot erősítette. 1969 és 1971 között a Dukla Banská Bystrica labdarúgója volt. 1971-ben igazolt a Slovan Bratislava együtteséhez, ahol 1983-ig játszott. Két-két csehszlovák bajnoki címet és kupa győzelmet ért el a klubbal. Az 1980–81-es idényben 16 góllal a bajnokság gólkirálya lett. 1983 után alsóbb osztályú csapatokban szerepelt. Először az osztrák SC Neusiedl am See, majd a pozsonyi TJ ZŤS Petržalka, végül az osztrák FC Mönchhof játékosa volt. 1996-ban 46 évesen fejezte be az aktív labdarúgást.

### A válogatottban
1974 és 1982 között 75 alkalommal szerepelt a csehszlovák válogatottban és 18 gólt szerzett. Az 1976-os jugoszláviai Európa-bajnokságon arany-, az 1980-as olaszországi Európa-bajnokságon bronzérmet nyert a válogatottal. Tagja volt az 1982-es spanyolországi világbajnokságon részt vevő csapatnak.

### Edzőként
1995 és 1998 között az alsóbb osztályú, osztrák FC Mönchhof edzője volt.

## Sikerei, díjai
Csehszlovákia
- Európa-bajnokság
  - aranyérmes: 1976, Jugoszlávia
  - bronzérmes: 1980, Olaszország

 Slovan Bratislava
- Csehszlovák bajnokság
  - bajnok: 1973–74, 1974–75
  - gólkirály: 1980–81 (16 gól)
- Csehszlovák kupa
  - győztes: 1974, 1982